# Fort Zeelandia (Formose)
Pour les articles homonymes, voir Fort Zeelandia.

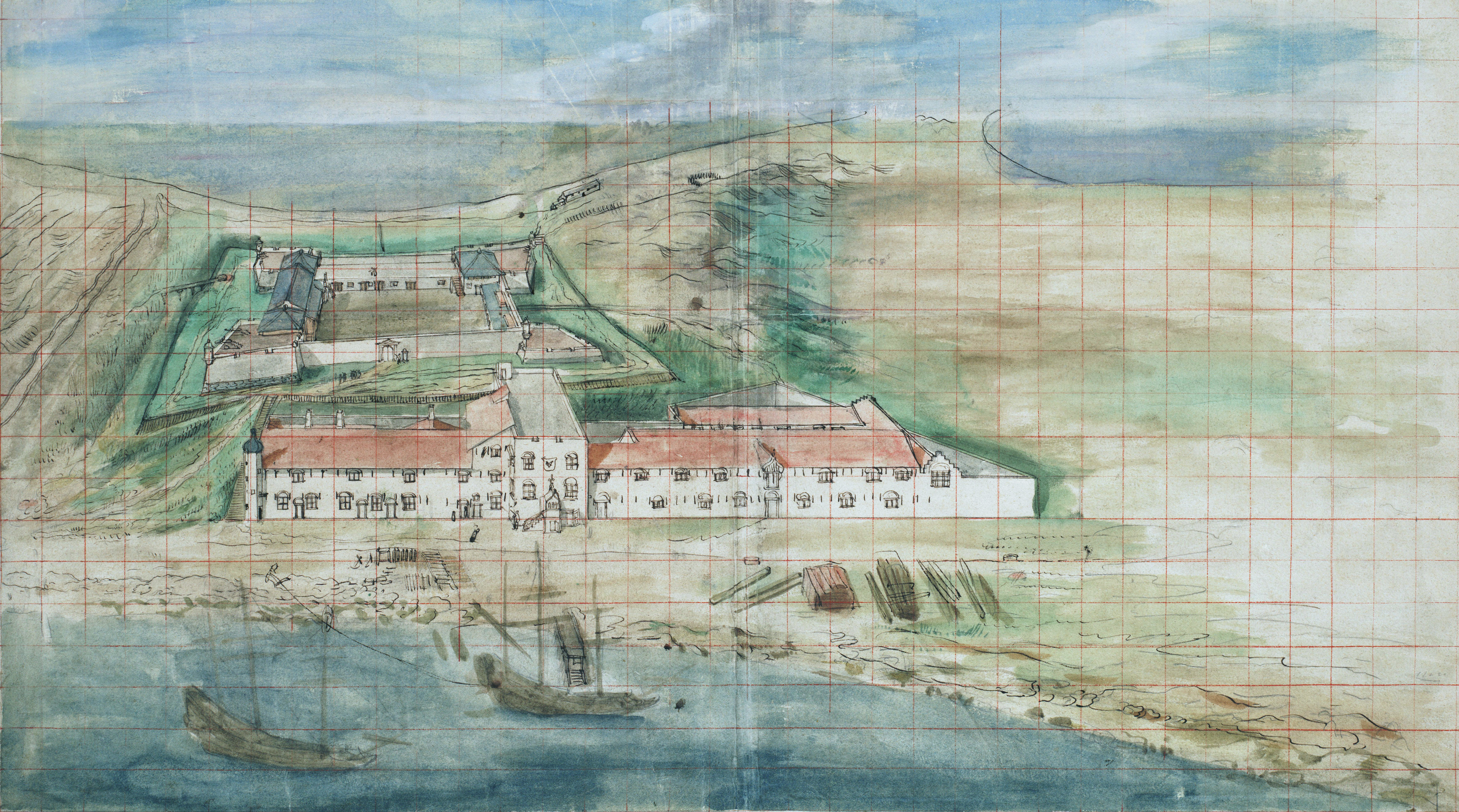
Vue générale de Fort Zeelandia, aquarelle de Johannes Vingboons, vers 1635. Archives nationales des Pays-Bas, 73 x 103 cm.

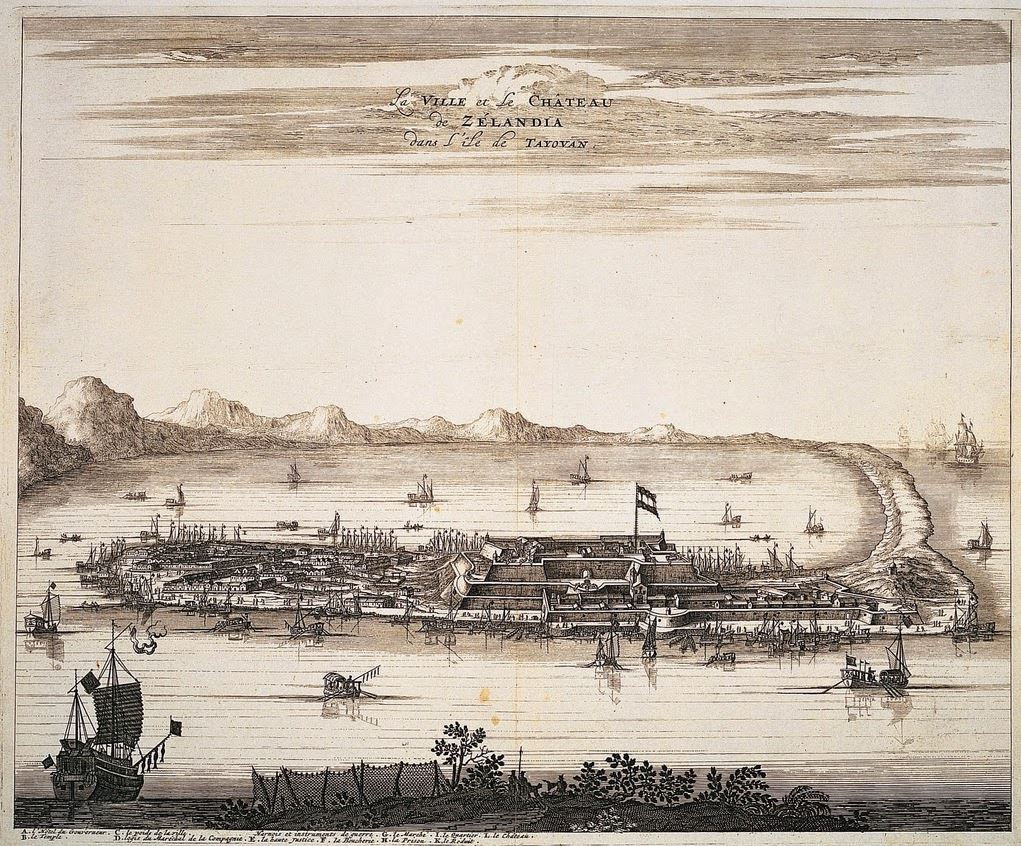
Fort Zeelandia, gravure du XVIIe siècle.

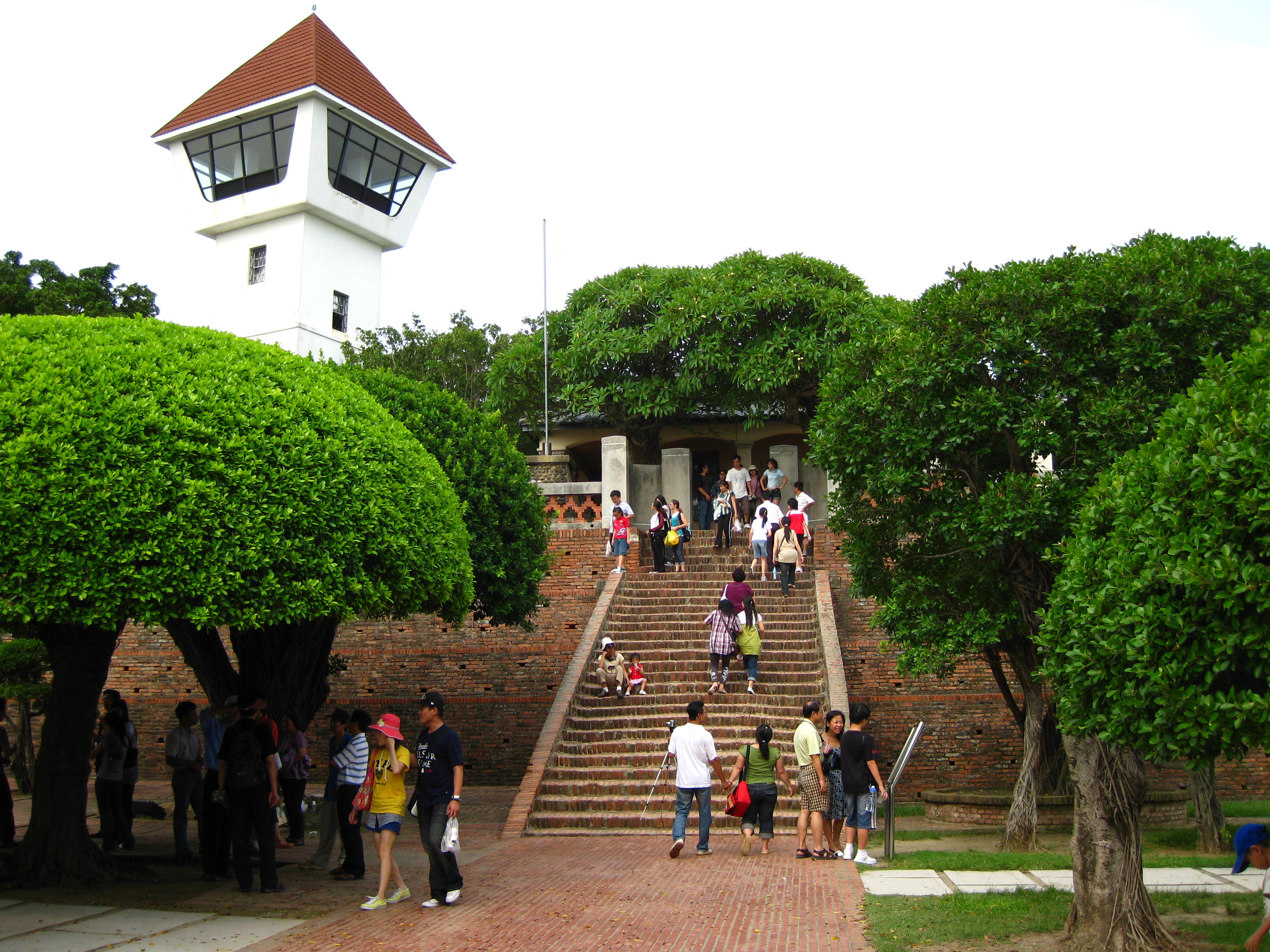
Fort Anping aujourd'hui.

Fort Zeelandia (chinois : 熱蘭遮城 ; pinyin : rèlánzhē chéng) est une forteresse construite de 1624 à 1634 par la Compagnie néerlandaise des Indes orientales sur l'île de Formose (actuellement appelée Taïwan), dans le district d'Anping dans la ville de Tainan, pendant les 38 ans où les Néerlandais ont contrôlé sa côte ouest. Bien qu'autrefois le site ait été appelé cité Orange (奧倫治城), cité Anping (安平城) et cité Tayoan (台灣城), son nom actuel en chinois est Fort Anping (安平古堡).

## Histoire
Les Néerlandais ont choisi comme emplacement pour leur forteresse une péninsule sablonneuse le long des côtes de Tainan, ce qui lui offre un accès direct à la mer. Dans l'éventualité d'un siège cela permettrait un approvisionnement et un renfort en provenance de Batavia. Ce site manquait cependant d'eau douce, qui devait être transportée par bateau depuis l'île principale.
Les briques utilisées pour la construction ont été amenées depuis Java ; le mortier utilisé était un mélange de sucre, de sable, de sédiments littoraux carbonatés et de colle de riz. Le fort a été conçu pour être entouré par trois lignes concentriques de murs ; il était équipé de tours d'angles pour une meilleure défense.
Le 30 avril 1661, le général Zheng Chenggong (鄭成功 - « Koxinga »), partisan de la dynastie Ming (1368-1644), commença le siège de la forteresse (défendue par 2 000 soldats Néerlandais) avec 400 navires de guerre et 25 000 hommes. Les Néerlandais se rendirent après 9 mois de siège et avoir perdu 1 600 hommes, quand il devint clair qu'aucun renfort ne viendrait de Batavia et que l'eau douce vint à manquer.
Par le traité signé le 1er février 1662 par Koxinga et le gouverneur néerlandais Frederick Coyett, les Néerlandais abandonnèrent la forteresse et toutes les marchandises et biens de la Compagnie néerlandaise des Indes orientales. En échange, tous les fonctionnaires, soldats et civils furent libres de partir avec leurs biens personnels et approvisionnement.
Le 9 février 1662, Frederick Coyett remit les clefs du fort et mena par mer le restant des militaires et des civils à Batavia, mettant fin à 38 ans de domination coloniale sur Taïwan.